# Francesc Ardèvol i Blanch
Francesc Ardèvol i Blanch (Reus, 31 de gener de 1918 - Icod de los Vinos, 7 de maig de 2000) va ser un mestre català.
Fill d'un comerciant reusenc, va estudiar a l'Institut de segon ensenyament de Reus, on va fundar i dirigir el 1933 el periòdic estudiantil Batxiller. En aquesta revista hi publicaven, a més dels estudiants, diverses personalitats i intel·lectuals reusencs, cosa que li donà prestigi. Va estudiar després magisteri a l'Escola Normal de Tarragona, i publicà una obra de teatre juvenil, El Químic i en deixà una altra d'inèdita, "El notari Julivert". En la postguerra, després d'una depuració, s'instal·là a Reus, on va col·laborar al periòdic franquista Diario Español el 1946 i 1947, que es publicava a Tarragona, però també va formar part d'una anomenada "Peña del Laurel" que aplegava artistes reusencs de diferents disciplines: el músic Tous, els escriptors Bargalló, Amigó, Arnavat, Borrell, Martí Queixalós, el pintor Calderó, l'escultor Bofarull i d'altres, i que es reunia al cafè del Teatre Bartrina. Per oposició va aconseguir plaça de mestre al poble de La Frontera, a l'illa de El Hierro l'any 1953, on hi va estar exercint fins al 1962, any en què va ser traslladat a Icod de los Vinos, a l'illa de Tenerife, on va morir en maig de 2000. A La Frontera se'l recorda per la seva amabilitat i perquè va fer el disseny del campanar que s'havia de construir, convertit després en símbol del poble.